# Västra Torup
Västra Torup è un'area urbana della Svezia situata nel comune di Hässleholm, contea di Scania.